# Alexandru Tache
Alexandru Gheorghe Tache (* 5. Oktober 1998) ist ein rumänischer Leichtathlet, der sich auf den Dreisprung spezialisiert hat.

## Sportliche Laufbahn
Erste internationale Erfahrungen sammelte Alexandru Tache im Jahr 2017, als er bei den U20-Europameisterschaften in Grosseto mit einer Weite von 15,69 m den achten Platz belegte. 2019 erreichte er bei den U23-Europameisterschaften im schwedischen Gävle mit 15,86 m Rang zehn und im Jahr darauf erreichte er bei den Balkan-Hallenmeisterschaften in Istanbul mit 15,53 m den neunten Platz. Ende September gewann er dann bei den Balkan-Meisterschaften in Cluj-Napoca mit einem Sprung auf 15,91 m die Bronzemedaille. 2021 wurde er bei den Balkan-Hallenmeisterschaften in Istanbul mit 15,54 m Siebter und bei den Freiluftmeisterschaften in Smederevo gewann er mit 16,04 m die Bronzemedaille.
2021 wurde Tache rumänischer Meister im Dreisprung im Freien sowie 2020 und 2021 auch in der Halle.

## Persönliche Bestleistungen
- Dreisprung: 16,04 m (+0,8 m/s), 2. Juli 2017 in Pitești
  - Dreisprung (Halle): 15,90 m, 28. Februar 2020 in Bukarest